# ブイドラモン
ブイドラモンはデジタルモンスターシリーズに登場する架空の生命体・デジタルモンスターの一種。

## 概要
『Vジャンプ』に連載された『デジモンアドベンチャーVテイマー01』のために新規に制作されたデジモン。ブイモンのもう一つの成熟期である二足歩行の青いドラゴンの姿をしたデジモン。ゆえに『Vジャンプ』の「V」からブイドラモンと名付けられたらしい。当初は全身が毛に覆われたデザインだったが、それでは「デジモン」らしく見えないという理由で現在のようなデザインとなった。そのころの名残りで「イヌと間違われることが多い」という設定が存在する。当初は謎の多い珍種デジモンとして扱われていたが、ブイモンとエクスブイモンが作られるにあたって、エクスブイモンの派生形という設定が付けられた。
人気のあるデジモンだがアニメでは登場したことがなく、ゲーム作品などでは隠しキャラ扱いになっていることが多い。アルフォースブイドラモンは『デジモンセイバーズ』に登場している。
ワンダースワンのゲームに登場して以降究極体はゴッドドラモンとして定着していたが、『Vテイマー01』にアルフォースブイドラモンが究極体として出てからはそちらが主流となった。

## 種族としてのブイドラモン
古代種の中でも特に珍しい種族で、成熟期の中では最高クラスのパワーを持ち、感情が昂ぶった時には完全体以上のパワーを発揮する。

### 基本データ
- 世代/成熟期
- タイプ/幻竜型
- 属性/ワクチン
- 必殺技/ブイブレスアロー
- 得意技/マグナムパンチ、ハンマーパンチ、カッターシュート
- 勢力/ウィンドガーディアンズ

必殺技はV字型の光線を放つ「ブイブレスアロー」。

### ウイルス種
黒色。カードダス・Bo-552に登場。

### 亜種・関連種・その他
ブイモン
エクスブイモン
ゴールドブイドラモン
完全体すら凌駕するパワーを持つ、金色のブイドラモン。ワンダースワンシリーズにてご褒美としてもらえる。ブイモンが運命のデジメンタルで進化した姿。
レッドブイドラモン
完全体すら凌駕するパワーを持つ、赤色のブイドラモン。上記と同様の入手法でゲットできる。
マスターブイドラモン
ブイドラモンが真の力に目覚めた姿。通常種を遥かに上回るパワーを有する。
エアロブイドラモン
ブイドラモンが進化し、飛行能力を得た完全体。
ゴッドドラモン
登場初期の最終進化形態として登場した究極体。
アルフォースブイドラモン
ブイドラモン系デジモンの最終進化形態。超高速を誇りブルーデジゾイドの鎧で身を包むロイヤルナイツの一人。

## 登場人物としてのブイドラモン

### ゼロマル
- 必殺技/ブイブレスアローMAX

『デジモンアドベンチャーVテイマー01』に登場する個体。作中ではゲーム機にプログラムされていない種類のデジモンで、彼を育て上げた実力を認められ、ホーリーエンジェモンにフォルダ大陸に召喚されたテイマー・八神太一と共にデーモン討伐の旅をした。名前は「00」を読み替えたもので、太一の「1」とあわせて勝率「100」%になるという意味合いを持つが、ほとんどの場面でゼロと呼ばれている。実際の戦績では「エテモンキー」以外には最終的に勝利を収めている。感情の高ぶりによるデータの書き換えで戦闘能力を一時的に引き上げるオーバーライトによって爆発的な強さを発揮するが、タイチの頭上数センチをピンポイントで打ち抜くなど、精密な攻撃も出来る。
ブイドラモン→エアロブイドラモン→アルフォースブイドラモン→アルフォースブイドラモン超究極体（フューチャーモード）へと進化した。
幼年期2と成長期時の姿は明言されていない。